# 른당
른당(말레이어·인도네시아어: rendang)은 인도네시아 등 해양 동남아시아 지역의 고기 요리이다. 쇠고기 등 고기를 코코넛밀크와 여러 가지 향신채, 향신료로 만든 페이스트와 함께 조리한 음식으로, 커리로 여겨지기도 한다. 대표적인 파당 요리 가운데 하나이며, 인도네시아의 국민 음식 가운데 하나로 여겨진다.

## 이름
말레이인도네시아어 "른당(rendang)"은 고기 등을 천천히 오래 익히는 조리 방식을 일컫는 말이다.

## 종류
- 른당 크링(rendang kering): 국물이 없는 른당이다. 인도네시아에서 "른당"이라 불리는 음식은 주로 이것이다.
- 른당 바사(rendang basah) 또는 칼리오(kalio): 국물이 있는 른당이다. 네덜란드에서 "른당"이라 불리는 음식은 주로 이것이다.

## 만들기
쇠고기를 코코넛밀크에 넣고, 강황, 고추(홍고추와 물에 불린 건고추), 레몬그래스, 마늘, 생강, 샬롯, 쿠쿠이, 큰고량강 등을 초벡(cobek)이라 불리는 전통 막자사발에 갈아 만든 페이스트와 강황 잎, 계피, 깟씨 가루, 레몬그래스, 살람 잎, 육두구, 정향, 야자당, 카다멈, 카피르라임 잎, 타마린드, 팔각 등을 함께 넣고 끓인다. 코코넛밀크를 조금씩 더 부어 가며 익히는데, 마지막에는 코코넛을 볶아 만든 크리식을 넣어 익힌다. 고기는 부드러워지고, 양념은 졸아들어 캐러멜화될 때까지 익힌다.

## 사진

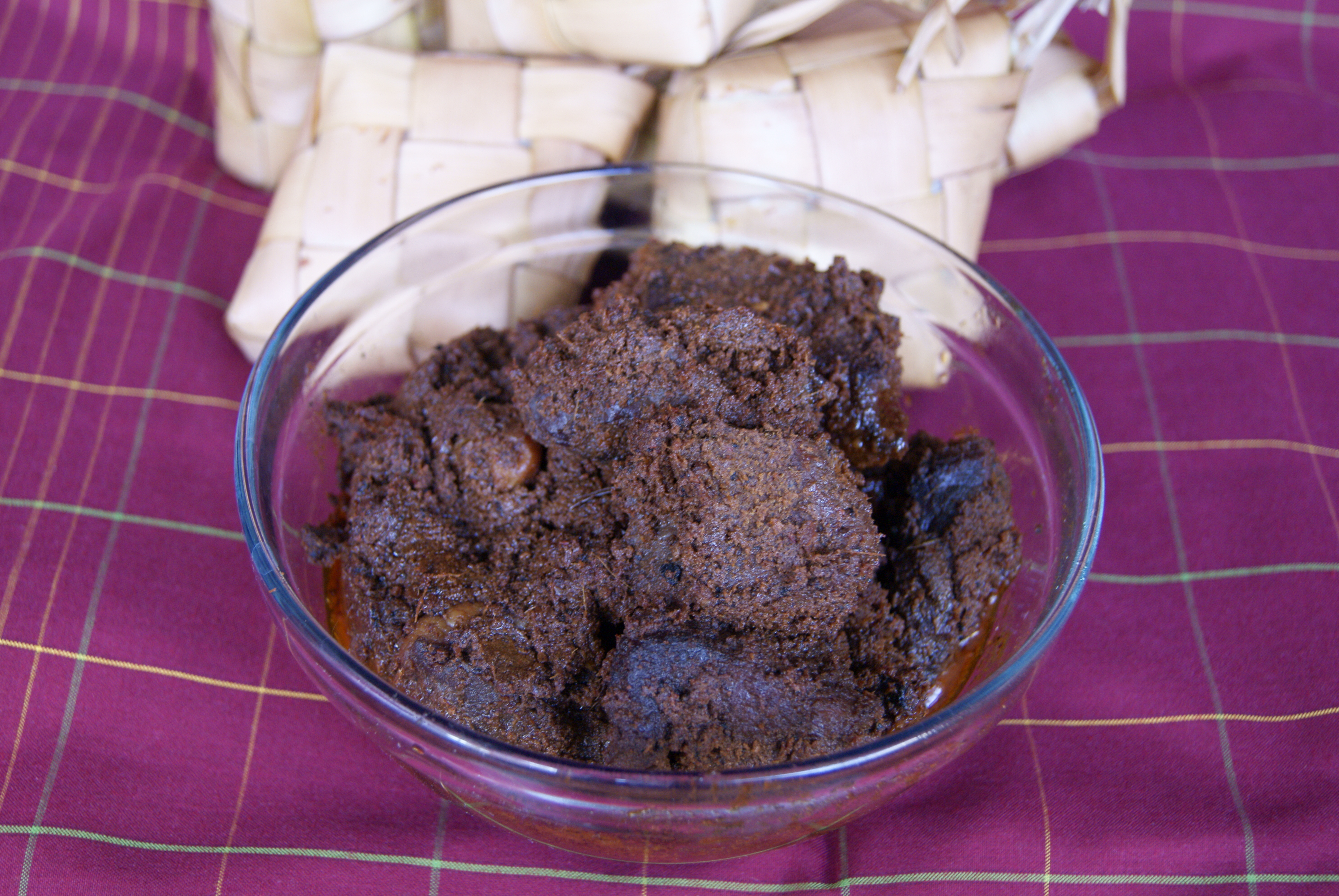
른당 다깅(쇠고기 른당)
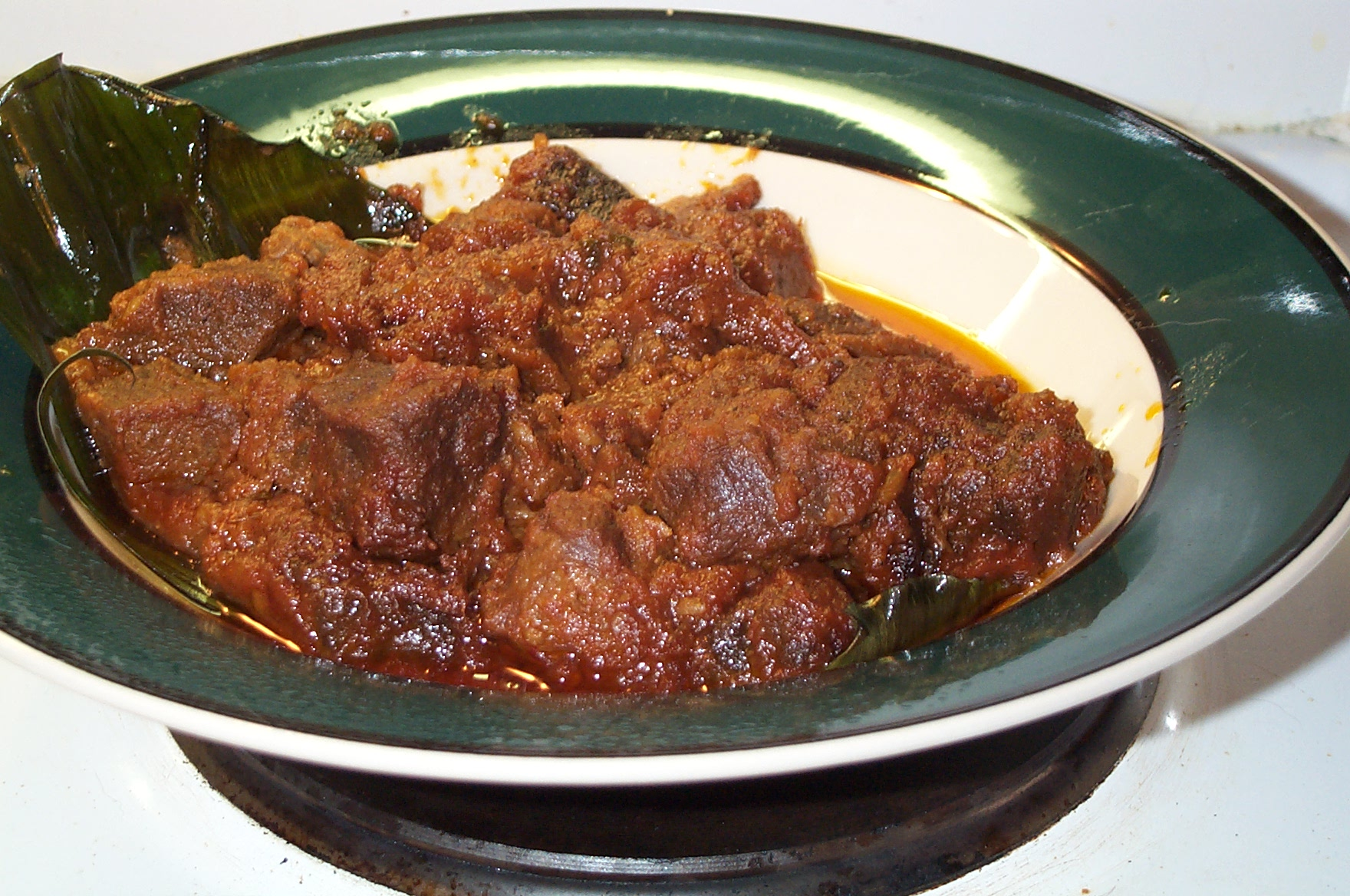
른당 돔바(양고기 른당)
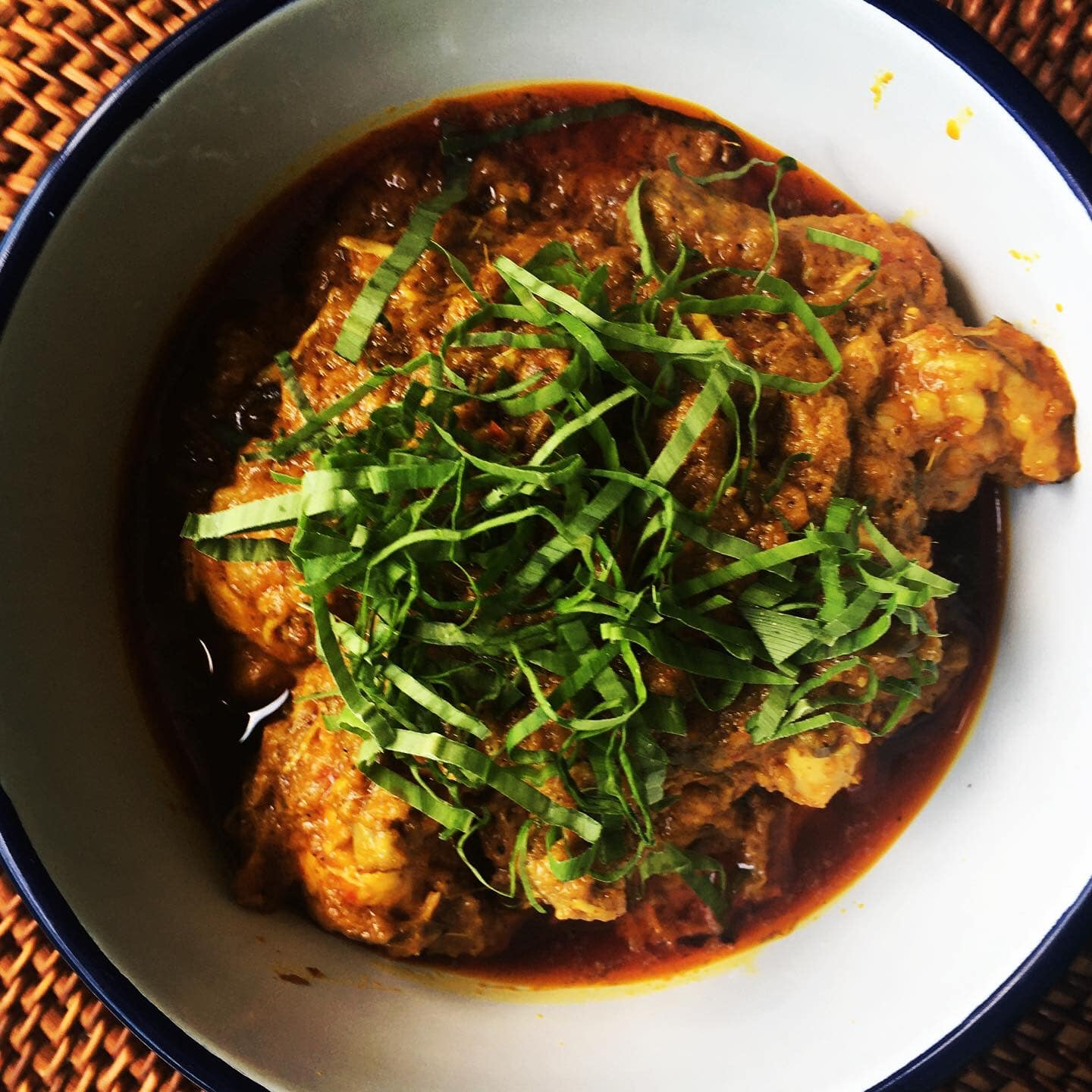
른당 아얌(닭고기 른당)

## 같이 보기
- 굴라이
- 마삭 르막